# Edward Wennerholm
Oskar Edward Wennerholm (Stoccolma, 22 gennaio 1890 – Stoccolma, 13 marzo 1943) è stato un ginnasta svedese.

## Palmarès

### Olimpiadi
- 1 medaglia:
  - 1 oro (Stoccolma 1912 nel concorso svedese a squadre)